# Calle Hoyt–Fulton Mall (línea Eastern Parkway)
La Calle Hoyt–Fulton Mall es una estación local en la Línea Eastern Parkway del metro de la ciudad de Nueva York.
Al sur de Borough Hall, la Línea de la Avenida Lexington y el ramal de Brooklyn línea de la Séptima Avenida–Broadway se juntan para formar las cuatro vías de la Línea Eastern Parkway. Los trenes del túnel de la Calle Clark (2 3) corren en las vías locales, y los trenes del túnel de la Calle Joralemon (4 5) corren en las vías expresas. La construcción original incluía sólo el túnel de la calle Joralemon, con intercambios de cruces hacia la calle Hoyt..

## Conexiones de autobuses
- B25
- B26
- B38
- B52
- B103